# Amorgroeve

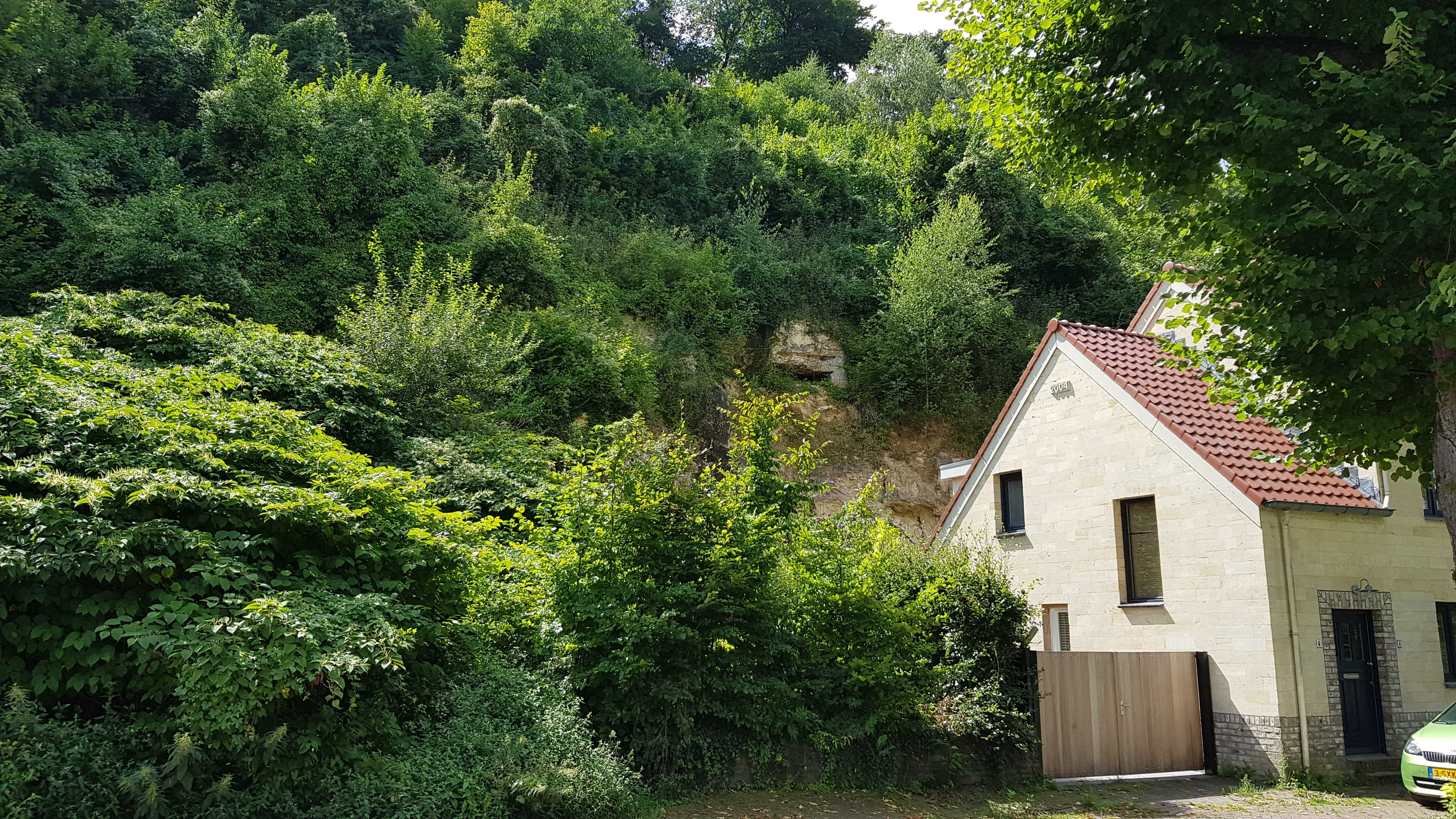
De overgroeide ingang van de Amorgroeve

De Amorgroeve, Bergske van Rosalie, Rosaliesbergske, Groeve naast Koepel(groeve), St. Gerlachgroeve, Zomerspleingroeven of Koelengroeve is een Limburgse mergelgroeve in de Nederlandse gemeente Valkenburg aan de Geul in Zuid-Limburg. De ondergrondse groeve ligt in Geulhem in het hellingbos Bergse Heide op de noordelijke rand van het Plateau van Margraten in de overgang naar het Geuldal. Ter plaatse duikt het plateau een aantal meter steil naar beneden.
Op ongeveer 110 en 150 meter naar het oosten liggen de Koepelgroeve en Studentengroeve en op ongeveer 260 meter naar het westen liggen de ingangen van de Geulhemmergroeve en de Rotswoningen van Geulhem.

## Geschiedenis
In de late middeleeuwen werd de groeve ontgonnen door blokbrekers.

## Groeve
De Amorgroeve heeft afmetingen van 100 bij 40 meter en heeft twee ingangen. De groeve heeft een oppervlakte van 3544,67 vierkante meter en een ganglengte van 445,7 strekkende meter.
Vanuit de groeve is er een verbindingsgang met de Koepelgroeve.
De Amorgroeve wordt beheerd door de stichting De Rotswoning.